# Народна библиотека „Младен Ољача” Нови Град
Народна библиотека Младен Ољача Нови Град представља културну установу на простору општине Нови Град као значајн фактор у култури и образовању на овим просторима. Библиотека се налази у улици Улица Прве пјешадијске новоградске бригаде 2.

## Историјат
Од свог настанка па до данас представља значајну установу и ужива углед у друштву на подручју општине Новог Града што доказује и трајност ове установе. Смјештена је у, како кажу, најљепшој згради у овој општини која датира још из 20. вијека. Како неки извори наводе прије библиотеке ту је била смјештена и радила апотека, али о томе нема сигурних података. Библиотека носи овај назив од 1961. године и до данас није мијењала име. Од прије двадесетак година, Библиотека дјелује као самостална установа.
Данас библиотека садржи више од 22.000 наслова за читаоце свих узраста и различитог садржаја. Књиге се набављају на разне начине, а један од њих су поклони, размејном и на друге начине. Једна од донација дошла је општине, и то 140 наслова, а ради се о књигама који су добијени као поклон општинској администрацији. Поред добрих књига и садржаја оно што одржава једну библиотеку су читаоницу. Према подацима од 2012. године број читаоца расте из године у годину. Ове године је значјана информација да је све већи број дјеце учлањен у библиотеку узраста до петог разреда, што значи да се млади нараштаји образују и упићују на књигу као значајан фактор у образовању.
Када је у питању садржај наслова могу се наћи широк спектар књига у свим жанровима. Међу њима су лектире, белетристика, као и стручна литература. Када је у питању белетристика библиотека прати свјетске наслове и даје могућнст читаоцима да на лак начин дођу до тих наслова.
Поред основне дјелатности издавања књига Библиотека организује низ акција поводом 8. Марта - међународног дана жена, Октобар - дани књиге, Међународног дана дјечије књижевности када су организовани посебни попусти и посебне акције за учлањење као и за набављање нових наслова. Такође организује разне промоције књига, изложбе и друге врсте промоција, како своје општине, тако и наслове других аутора широм земље и сусједних земаља.
Библиотека посједује и посебно опремљену просторију са компјутерима и интернет конекцијом.
Дана 28. марта 2025. године Народна библиотека је добила име Народна библиотека Младен Ољача Нови Град и премештено јој је седиште из Карађорђеве 2 у улицу Прве пјешадијске новоградске бригаде 2.

## Организација
Основне организационе јединице Библиотеке су:
- Дјечије одјељење
- Одјељење за одрасле